# Polygala sincorensis
Polygala sincorensis är en jungfrulinsväxtart som beskrevs av Chod.. Polygala sincorensis ingår i släktet jungfrulinssläktet, och familjen jungfrulinsväxter. Inga underarter finns listade i Catalogue of Life.